# 易连军
易连军（1954年—），辽宁人，汉族，中华人民共和国政治人物、第十二届全国人民代表大会黑龙江地区代表。
毕业于牡丹江医学院护理专业。2013年，被选为全国人大代表。